# Lucq-de-Béarn

Lucq-de-Béarn este o comună în departamentul Pyrénées-Atlantiques din sud-vestul Franței. În 2009 avea o populație de 971 de locuitori.

## Evoluția populației
| An        | 1975  | 1982  | 1990 | 1999 | 2006 | 2009 |
| --------- | ----- | ----- | ---- | ---- | ---- | ---- |
| Populație | 1.021 | 1.007 | 933  | 969  | 966  | 971  |